# Alec Finn
Alexander J. Phinn, connu sous le nom d'Alec Finn, né le 4 juin 1944 et mort le 16 novembre 2018, est un musicien britannique de musique traditionnelle irlandaise. Il est célèbre pour son style d'accompagnement au bouzouki, instrument grec qu'il participe à introduire en Irlande.
Il est surtout connu pour avoir fondé De Dannan en 1974 avec Frankie Gavin, Johnny "Ringo" MacDonagh et Charlie Piggott, après une série de sessions musicales à Tigh Hughes, An Spidéal, Co. Galway.

## Carrière
Finn commence le bouzouki dans les années 1970, après avoir joué de la guitare dans des groupes de skiffle et de blues. Contrairement à la plupart des musiciens irlandais, il joue un bouzouki grec à dos rond (et non plat) et à trois chœurs (six cordes) de style ancien accordé en ré-la-ré. Il met au point une technique d'accompagnement rythmique et modale qui lui permet de créer un contrepoint à la mélodie. Finn est également un guitariste accompli et s'est essayé à une variété d'autres instruments à cordes.
De la fin des années 1970 au début des années 1980, il accompagne plusieurs musiciens irlandais de premier plan dont Frankie Gavin, Mary Bergin et Noel Hill. De nombreux enregistrements auxquels il a participé à cette époque rencontrent un grand succès et sont considérés comme des enregistrements majeurs dans la tradition irlandaise.
Il joue avec De Dannan jusqu'à sa dissolution en 2003. Après la dissolution du groupe, Finn protège le nom De Danann (avec une orthographe légèrement différente). Un différend éclate en juillet 2009 avec son ancien collègue Frankie Gavin pour avoir utilisé le nom De Dannan pour le Frankie Gavin Quartet, un groupe qui existait parallèlement à De Dannan depuis 1991. Cela aboutit à un échange de lettres juridiques et à une querelle publique (notamment une interview radiophonique conflictuelle), et à une détérioration des relations entre les deux musiciens.

## Vie privée
Alec Finn est le frère aîné de l'auteur Gervase Phinn. Il a changé l'orthographe de son nom de famille de Phinn à Finn lors de son déménagement de sa maison d'enfance à Rotherham dans le West Riding vers l'Irlande.
Après avoir vécu dans divers endroits en Irlande, dont Dublin (où il partage un appartement avec Phil Lynott ) et le comté de Galway, il déménage finalement au château d'Oranmore avec sa femme et ses enfants. Son fils, Cian, est également devenu musicien.
Tout au long de sa vie, il s'est vivement intéressé aux oiseaux de proie, ce qui l'a amené à emmener un faucon dans les pubs avec lui dans sa jeunesse.
Il révèle dans un documentaire pour TG4 en 2018 qu'il souffre d'un cancer. Il meurt peu de temps après la diffusion de l'émission en novembre 2018.

## Discographie
- Blue Shamrock, solo (1994) [8]
- Innisfree, solo (2003)
- Alec & Cian Finn, avec Cian Finn (2018)
- The Corner House Set, avec Frankie Gavin, Aidan Coffey et Colm Murphy (2016)
- Polbain to Oranmore, avec Kevin Macleod (2003)
- Feadóga Stáin, avec Mary Bergin (1979)
- Noel Hill & Tony Linnane, avec Noel Hill et Tony Linnane (1979)
- Feadóga Stáin 2, avec Mary Bergin (1993)

Avec Frankie Gavin
- Frankie Gavin & Alec Finn (1977)
- Frankie Goes to Town (1999)
- Traditional Irish Music on Fiddle and Bouzouki, Volume II (2018)

Avec De Dannan
- De Danann (1975)
- The 3rd Irish Folk Festival In Concert (1976)
- Selected Jigs Reels and Songs (1977)
- The Mist Covered Mountain (1980)
- Star-Spangled Molly (1981) (see The De Dannan Collection)
- Best of De Dannan (1981)
- Song For Ireland (1983)
- The Irish RM (1984)
- Anthem (1985)
- Ballroom (1987)
- A Jacket of Batteries (1988)
- Half Set in Harlem (1991)
- Hibernian Rhapsody (1995)
- De Dannan Collection (1997)
- How the West Was Won (1999)
- Welcome to the Hotel Connemara (2000)
- Wonderwaltz (2010)